# 2 септември
2 септември е 245-ият ден в годината според григорианския календар (246-и през високосна година). Остават 120 дни до края на годината.

## Събития
- 31 г. пр.н.е. – Война между Октавиан и Антоний: В Битката при Акциум Октавиан разгромява флотилията на Марк Антоний и Клеопатра VII.
- 1666 г. – Избухва Големият пожар в Лондон, който гори три дни и унищожава 10 хил. сгради, включително катедралата Свети Павел.
- 1752 г. – Великобритания и нейните колонии в Америка изоставят Юлианския календар и започва използването на Грегорианския календар, при което датата 2 септември става 14 септември.
- 1789 г. – Основано е Министерството на финансите на САЩ.
- 1870 г. – Френско-пруската война: В Битката при Седан прусаци вземат в плен Наполеон III заедно с цялата му армия от 100 хил. войници.
- 1944 г. – Назначено е правителство на Константин Муравиев.
- 1945 г. – Втората световна война завършва: Япония подписва акт за безусловна капитулация на борда на американския кораб Missouri в Токийския залив.
- 1945 г. – Виетнам провъзгласява своята независимост от Франция и се преименува във Виетнамска демократична република (Северен Виетнам).
- 1947 г. – Основан е град Димитровград.
- 1967 г. – Създадена е микродържавата Сийланд.
- 1987 г. – В Москва започва процес срещу 19-годишния германски пилот Матиас Руст, който необезпокояван каца със своя самолет Чесна на Червения площад през май 1987.
- 1991 г. – САЩ признава независимостта на балтийските страни – Латвия, Литва и Естония.
- 1991 г. – БЗНС „Никола Петков“ напуска СДС и заявява, че ще участва в изборите самостоятелно.
- 1994 г. – Министър-председателят Любен Беров подава оставката на правителството си.
- 1996 г. – Върховният съд на България отхвърля кандидатурата на Георги Пирински за президентските избори, във връзка с американското му гражданство.
- 1998 г. – Полет 111 на „Суисеър“ се разбива близо до „Заливa на Пеги“, Нова Скотия, след излитане от Ню Йорк на път за Женева; всичките 229 души на борда са убити.

## Родени
- 1661 г. – Георг Бьом, германски композитор († 1733 г.)
- 1685 г. – Кристиана Шарлота фон Насау-Отвайлер, германска аристократка († 1761 г.)
- 1753 г. – Мария-Жозефина-Луиза Савойска, френска аристократка († 1810 г.)
- 1840 г. – Джовани Верга, италиански писател († 1922 г.)
- 1847 г. – Димитър Греков, български юрист и политик († 1901 г.)
- 1853 г. – Вилхелм Оствалд, германски химик, лауреат на Нобелова награда за химия през 1909 г. († 1932 г.)
- 1877 г. – Фредерик Соди, английски радиохимик, Нобелов лауреат († 1956)
- 1878 г. – Вернер фон Бломберг, германски фелдмаршал († 1946 г.)
- 1883 г. – Рудолф Вайгъл, полски биолог (†1957 г.)
- 1894 г. – Йозеф Рот, австрийски писател († 1939 г.)
- 1896 г. – Асен Йорданов, български авиоинженер († 1967 г.)
- 1906 г. – Александър Казанцев, руски писател († 2002 г.)
- 1910 г. – Абрахам Поляк, еврейски историк († 1970 г.)
- 1913 г. – Бил Шенкли, английски футболен треньор († 1981 г.)
- 1921 г. – Таня Масалитинова, българска актриса († 2014 г.)
- 1927 г. – Спас Джонев, български театрален и филмов актьор († 1966 г.)
- 1938 г. – Джулиано Джема, италиански киноактьор 2013
- 1938 г. – Петър Вучков, български актьор
- 1947 г. – Петко Йотов, български офицер († 2009 г.)
- 1952 г. – Джими Конърс, американски тенисист
- 1953 г. – Джон Зорн, американски музикант
- 1955 г. – Карл-Хайнц Румениге, германски футболист
- 1963 г. – Роби Бухл, американски автомобилен пилот
- 1964 г. – Киану Рийвс, американски актьор
- 1965 г. – Ленъкс Люис, канадско-британски боксьор
- 1966 г. – Оливие Панис, пилот от Формула 1
- 1966 г. – Салма Хайек, мексиканска актриса
- 1967 г. – Андреас Мьолер, германски футболист
- 1968 г. – Синтия Уотрос, американска актриса
- 1971 г. – Боян Расате, български националист
- 1971 г. – Киетил Андре Аамод, норвежки скиор
- 1973 г. – Ханде Атаизи, турска актриса
- 1977 г. – Елица Тодорова, българска певица
- 1980 г. – Полина Лъвчиева, българска писателка
- 1985 г. – Адам Немец, словашки футболист
- 1988 г. – Димитрий Овчаров, германски спортист
- 1988 г. – Хави Мартинес, испански футболист
- 1989 г. – Алешандре Пато, бразилски футболист
- 1990 г. – Шарлин Ван Сник, белгийска джудистка

## Починали
- 421 г. – Констанций III, римски император (* неизв.)
- 1652 г. – Хосе де Рибера, испански художник (* 1591 г.)
- 1836 г. – Уилям Хенри, английски химик (* 1775 г.)
- 1889 г. – Захари Стоянов, български писател (* 1850 г.)
- 1901 г. – Луиджи Мария Албертис, италиански изследовател (* 1841 г.)
- 1916 г. – Луи Айер, български педагог (* 1865 г.)
- 1919 г. – Иван Ботушанов, български революционер († 1874 г.)
- 1937 г. – Пиер дьо Кубертен, френски общественик, основоположник на съвременните олимпийски игри (* 1863 г.)
- 1941 г. – Коле Неделковски, македонски поет (* 1912 г.)
- 1965 г. – Йоханес Бобровски, германски поет (* 1917 г.)
- 1969 г. – Хо Ши Мин, виетнамски революционер (* 1890 г.)
- 1973 г. – Джон Роналд Руел Толкин, британски писател (* 1892 г.)
- 1977 г. – Виктор Франкъл, австрийски психиатър (* 1905 г.)
- 1991 г. – Алфонсо Гарсия Роблес, мексикански политик (* 1911 г.)
- 1991 г. – Евгени Филипов, български инженер (* 1917 г.)
- 1992 г. – Барбара МакКлинток, американска генетичка, лауреат на Нобелова награда за физиология или медицина през 1983 г. (* 1902 г.)
- 1996 г. – Георги Георгиев – Гец, български актьор (* 1926 г.)
- 1998 г. – Джаки Бланчфлауър, ирландски футболист (* 1933 г.)
- 2001 г. – Кристиан Барнард, южноафрикански кардиохирург (* 1922 г.)
- 2007 г. – Сафет Исович, босненски музикант (* 1936 г.)
- 2013 г. – Роналд Коуз, британски икономист, носител на Нобелова награда (* 1910 г.)
- 2013 г. – Фредерик Пол, американски писател (* 1919 г.)
- 2021 г. – Микис Теодоракис, гръцки композитор (* 1925 г.)

## Празници
- Боливия – Ден на труда
- България – Празник на Димитровград – На 2 септември 1947 г. с Постановление на Министерския съвет селата Раковски и Марийно, Хасковска околия, Черноконево, Чирпанска околия, се обединяват в едно селище – Димитровград
- Виетнам – Ден на независимостта (от Франция, 1945 г., национален празник)
- Приднестровие – Ден на независимостта (от СССР, 1990 г., Приднестровие не е международно призната независима държава)
- САЩ – Ден на победата над Япония